# Dommartin-lès-Remiremont
Dommartin-lès-Remiremont és un municipi francès, situat al departament dels Vosges i a la regió del Gran Est. L'any 2007 tenia 1.847 habitants.

## Demografia

### Població
El 2007 la població de fet de Dommartin-lès-Remiremont era de 1.847 persones. Hi havia 754 famílies, de les quals 172 eren unipersonals (72 homes vivint sols i 100 dones vivint soles), 283 parelles sense fills, 255 parelles amb fills i 44 famílies monoparentals amb fills.
La població ha evolucionat segons el següent gràfic:
Habitants censats

### Habitatges
El 2007 hi havia 866 habitatges, 760 eren l'habitatge principal de la família, 63 eren segones residències i 43 estaven desocupats. 711 eren cases i 150 eren apartaments. Dels 760 habitatges principals, 591 estaven ocupats pels seus propietaris, 159 estaven llogats i ocupats pels llogaters i 10 estaven cedits a títol gratuït; 5 tenien una cambra, 29 en tenien dues, 71 en tenien tres, 147 en tenien quatre i 508 en tenien cinc o més. 669 habitatges disposaven pel capbaix d'una plaça de pàrquing. A 332 habitatges hi havia un automòbil i a 381 n'hi havia dos o més.

### Piràmide de població
La piràmide de població per edats i sexe el 2009 era:
| Homes | Edats   | Dones |
| ----- | ------- | ----- |
| 0     | 95 o +  | 0     |
| 0     | 90 a 94 | 0     |
| 4     | 85 a 89 | 8     |
| 0     | 80 a 84 | 20    |
| 20    | 75 a 79 | 36    |
| 36    | 70 a 74 | 24    |
| 56    | 65 a 69 | 36    |
| 40    | 60 a 64 | 44    |
| 48    | 55 a 59 | 52    |
| 68    | 50 a 54 | 68    |
| 68    | 45 a 49 | 64    |
| 72    | 40 a 44 | 56    |
| 68    | 35 a 39 | 60    |
| 48    | 30 a 34 | 92    |
| 84    | 25 a 29 | 56    |
| 40    | 20 a 24 | 52    |
| 84    | 15 a 19 | 72    |
| 68    | 10 a 14 | 44    |
| 60    | 5 a 9   | 48    |
| 40    | 0 a 4   | 52    |

## Economia
El 2007 la població en edat de treballar era de 1.219 persones, 912 eren actives i 307 eren inactives. De les 912 persones actives 847 estaven ocupades (446 homes i 401 dones) i 66 estaven aturades (26 homes i 40 dones). De les 307 persones inactives 147 estaven jubilades, 102 estaven estudiant i 58 estaven classificades com a «altres inactius».

### Ingressos
El 2009 a Dommartin-lès-Remiremont hi havia 766 unitats fiscals que integraven 1.900,5 persones, la mediana anual d'ingressos fiscals per persona era de 18.653 €.

### Activitats econòmiques
Dels 56 establiments que hi havia el 2007, 3 eren d'empreses extractives, 5 d'empreses alimentàries, 4 d'empreses de fabricació d'altres productes industrials, 9 d'empreses de construcció, 12 d'empreses de comerç i reparació d'automòbils, 2 d'empreses de transport, 5 d'empreses d'hostatgeria i restauració, 1 d'una empresa d'informació i comunicació, 1 d'una empresa financera, 3 d'empreses immobiliàries, 5 d'empreses de serveis, 5 d'entitats de l'administració pública i 1 d'una empresa classificada com a «altres activitats de serveis».
Dels 16 establiments de servei als particulars que hi havia el 2009, 1 era una oficina de correu, 1 funerària, 1 taller de reparació d'automòbils i de material agrícola, 3 guixaires pintors, 3 fusteries, 2 lampisteries, 1 perruqueria, 3 restaurants i 1 agència immobiliària.
Dels 5 establiments comercials que hi havia el 2009, 1 era una botiga de més de 120 m², 1 una botiga de menys de 120 m², 1 una fleca, 1 una sabateria i 1 una botiga de material de revestiment de parets i terra.
L'any 2000 a Dommartin-lès-Remiremont hi havia 18 explotacions agrícoles que ocupaven un total de 660 hectàrees.

## Equipaments sanitaris i escolars
L'únic equipament sanitari que hi havia el 2009 era una farmàcia.
El 2009 hi havia 1 escola maternal i 1 escola elemental.

## Poblacions més properes
El següent diagrama mostra les poblacions més properes.